# Skyler Gisondo
Skyler Gisondo (Palm Beach, Florida, 1996. július 22. –) amerikai színész.

## Élete
1996. július 22-én született a Florida állambeli Palm Beach megyében. Egészen fiatalon kezdett el forgatni. Olyan sikersorozatok epizódszereplőjeként tűnt fel, mint a Szeretünk Raymond, a Döglött akták, a Doktor House vagy a Vészhelyzet, és közben több reklámfilmben is szerepelt. Rob Zombie rendező 2007-es Halloween című horrorfilmjének szereplőválogatásán a 10 éves Michael Myers szerepére jelentkezett, de végül Tommy Doyle karakterét játszhatta el a filmben. 2007 és 2009 között három évadot húzott le a Bill Engvall-showban, mely alakítása után 2009-ben – többedmagával együtt – elnyerte a fiatal televíziós tehetségeknek járó Young Artist Award díjat.
Ezt követte 2009 és 2010 között a Psych – Dilis detektívek, melyben Shawn fiatalkori énjét játszotta, de szerepekhez jutott több mozifilmben is, mint A csodálatos Pókember első és második részre, vagy az Éjszaka a múzeumban – A fáraó titka (2014) című családi kalandfilmben, ahol Ben Stiller fia, Nick Daley karaktereként lép vászonra. A nyolcvanas évek klasszikus komédiasorozatának, a Chevy Chase nevével fémjelzett Családi vakáció 2015-ös újraforgatott – és részben az eddigi részek folytatásának is tekinthető – változatában, a Vakációban James Griswoldöt, a nyámnyila művészlelkületű nagytesót alakította.

## Filmográfia

### Televízió
| Év         | Magyar cím Eredeti cím | Szerep                | Magyar hang | Megjegyzés                                            |
| ---------- | --- | --------------------- | ----------- | ----------------------------------------------------- |
| 2003       | Miss Match : Forgive and Forget | Jeffrey               |             | 1. évad 16. epizód                                    |
| 2005       | Huff : Tönkretett karácsony Huff : Christmas Is Ruined                                                                                        | Jackson Coleman       |             | 1. évad 9. epizód                                     |
| 2005       | Szeretünk Raymond Everybody Loves Raymond : The Faux Pas                                                                                      | Chris                 |             | 9. évad 11. epizód                                    |
| 2005       | Tesóm nyakán What I Like About You : The Kid, the Cake, and the Chemistry                                                                     | Ryan                  |             | 3. évad 22. epizód                                    |
| 2005       | Monk – A flúgos nyomozó : Mr. Monk ágyban marad Monk : Mr. Monk Stays in Bed                                                                  | Kyle                  |             | 4. évad 3. epizód                                     |
| 2005       | Döglött akták : Becsület Cold Case : Honor | a fiatal Ned Burton   |             | 3. évad 8. epizód                                     |
| 2005       | Mrs. Klinika Strong Medicine : We Wish You a Merry Cryst-Meth                                                                                 | Tommy Nauls           |             | 6. évad 18. epizód                                    |
| 2006       | Gyilkos elmék : Védtelen áldozat Criminal Minds : What Fresh Hell?                                                                            | fiú                   |             | 1. évad 12. epizód                                    |
| 2006       | Doktor House : Káin és Ábel House M.D. : Cane and Able                                                                                        | Clancy Green          |             | 3. évad 2. epizód                                     |
| 2006       | Vészhelyzet : × Búcsú a fegyverektől × Ámokfutók ER : × Twenty-One Guns × Bloodline                                                           | Timmy Jankowski       |             | 12. évad 22. epizód 13. évad 1. epizód                |
| 2006       | Drake és Josh : Szeretem a sushi-t Drake & Josh : I Love Sushi                                                                                | Tyler                 |             | 4. évad 7. epizód                                     |
| 2007       | CSI – A helyszínelők : El Las Vegasból CSI – Crime Scene Investigation : Leaving Las Vegas                                                    | Danny Curtis          |             | 7. évad 11. epizód                                    |
| 2007- 2009 | Bill Engvall-show The Bill Engvall Show | Bryan Pearson         |             | 3 évad 31 epizódjában                                 |
| 2008       | Terminátor – Sarah Connor krónikái : Az örmény kapcsolat Terminator – The Sarah Connor Chronicles : What He Beheld                            | a 8 éves Kyle         |             | 1. évad 9. epizód                                     |
| 2008       | A nevem Earl : Nem patkolok el ha a barátaim velem vannak (2. rész) My Name Is Earl : I Won't Die with a Little Help from My Friends (Part 2) | Gerald                |             | 3. évad 15. epizód                                    |
| 2009       | CSI – New York-i helyszínelők : A mulatságnak vége CSI – NY : The Party's Over                                                                | Jake Kaplan           |             | 5. évad 15. epizód                                    |
| 2009- 2010 | Eastwicki boszorkák : × Varázshó és a nagy gubanc × Meglepetés és vesztegetés Eastwick : × Magic Snow and Creepy Gene × Pampered and Tampered | Gene Friesen          |             | 1. évad 11. epizód 1. évad 13. epizód                 |
| 2010       | Trinity kórház Hawthorne : The Match | n.a.                  |             | 2. évad 5. epizód                                     |
| 2010- 2012 | Psych – Dilis detektívek Psych | a fiatal Shawn        |             | 2 évad 11. epizódjában                                |
| 2013       | Gátlástalanok House of Lies : Damonschildren.org                                                                                              | Dylan                 |             | 2. évad 4. epizód                                     |
| 2013       | Egyszer volt, hol nem volt : × Elveszett lány × Ami helyénvaló Once Upon a Time : × Lost Girl × Good Form                                     | az eltűnt fiú / Devin |             | 3. évad 2. epizód 3. évad 5. epizód                   |
| 2017       | Ride Overshare : Lox of Love | Joshua                |             | 1. évad 2. epizód                                     |
| 2017       | Wet Hot American Summer – Ten Years Later : × Softball × Tigerclaw × King of Camp                                                             | Deegs                 |             | 1. évad 2. epizód 1. évad 3. epizód 1. évad 5. epizód |
| 2017- 2018 | Santa Clarita Diet | Eric Bemis            |             | 2 évad 20. epizódjában                                |

### Film
| Év   | Magyar cím (Eredeti cím)                                                       | Szerep                | Magyar hang   |
| ---- | ------------------------------------------------------------------------------ | --------------------- | ------------- |
| 2003 | (Crazy Love)                                                                   | Spielberg fia         |               |
| 2006 | (Jam)                                                                          | Robert                |               |
| 2006 | Nagypályás kiskutyák (Air Buddies)                                             | Pusz (hangja)         | Morvay Gábor  |
| 2007 | Halloween (Halloween)                                                          | Tommy Doyle           | Czető Ádám    |
| 2007 | A lankadatlan – A Dewey Cox-sztori (Walk Hard – The Dewey Cox Story)           | Dewdrop               |               |
| 2007 | (I’m in Hell)                                                                  | Blake Otis            |               |
| 2008 | Hókölykök (Snow Buddies)                                                       | Pusz (hangja)         | Baráth István |
| 2008 | (For Heaven’s Sake)                                                            | Ben Whitman           |               |
| 2008 | Négy karácsony (Four Christmases)                                              | Connor                |               |
| 2008 | (Steven’s Friend)                                                              | n.a.                  |               |
| 2009 | Űrkölykök (Space Buddies)                                                      | Pusz (hangja)         |               |
| 2009 | (Santa Buddies)                                                                | Pusz (hangja)         |               |
| 2011 | Szellemes kölykök (Spooky Buddies)                                             | Billy / Pusz (hangja) |               |
| 2011 | (Little in Common)                                                             | Donovan Weller        |               |
| 2012 | Kincskereső kölykök (Treasure Buddies)                                         | Pusz (hangja)         |               |
| 2012 | A dilis trió (The Three Stooges)                                               | az ifjú Moe           |               |
| 2012 | A csodálatos Pókember (The Amazing Spider-Man)                                 | Howard Stacy          |               |
| 2012 | (Isabel)                                                                       | Eric Lorenz           |               |
| 2013 | (Middle Age Rage)                                                              | Hunt Bobeck           |               |
| 2014 | A csodálatos Pókember 2. (The Amazing Spider-Man 2)                            | Howard Stacy          |               |
| 2014 | (Buttwhistle)                                                                  | roadcap               |               |
| 2014 | Éjszaka a múzeumban – A fáraó titka (Night at the Museum – Secret of the Tomb) | Nick Daley            | Czető Ádám    |
| 2015 | Vakáció (Vacation)                                                             | James Griswold        | Czető Ádám    |
| 2016 | (Monkey Up)                                                                    | Mort (hangja)         |               |
| 2016 | (Hard Sell)                                                                    | Hardy Buchanan        |               |
| 2017 | (Class Rank)                                                                   | Bernard Flannigan     |               |
| 2018 | (Feast of the Seven Fishes)                                                    | Tony                  |               |
| 2018 | Szerelmünk napjai (Time Freak)                                                 | Evan                  | Kovács Lehel  |
| 2019 | Éretlenségi (Booksmart)                                                        | Jared                 | Hamvas Dániel |

### Rajzfilm
| Év         | Magyar cím : Alcím Eredeti cím : Alcím | Karakter                 | Magyar hang | Megjegyzés                            |
| ---------- | --- | ------------------------ | ----------- | ------------------------------------- |
| 2008, 2009 | Amerikai fater : × A legenda Ollie aranyáról × Elragadtatás American Dad! : × Stanny Slickers II – The Legend of Ollie’s Gold × Rapture’s Delight | Matty Moyer, tévébemondó |             | 3. évad 15. epizód, 5. évad 9. epizód |
| 2011       | Phineas és Ferb : Hullámvasút – A musical Phineas and Ferb : Rollercoaster – The Musical!                                                         | további hang             |             | 2. évad 37. epizód                    |